# Cristodulo (ammiraglio)
Cristodulo (fl. XI secolo) è stato un ammiraglio e militare bizantino.
Fu primo comandante della flotta normanna del gran conte di Sicilia Ruggero II.

## Biografia
Di Cristodulo (o Christodoulos) non si hanno notizie precise della sua origine se non che fosse greco (sebbene gli Arabi dell'Isola lo chiamassero Abdul al Rahman). Nel 1107 è già qualificato come amiratus (gran dignitario) alla corte della contea di Sicilia.
Con Adelasia del Vasto, reggente di Sicilia dopo la morte di Ruggero il Gran Conte (noto anche come Ruggero I di Sicilia) e fino alla maggiore età del figlio, assunse grande importanza sia in campo amministrativo (gestendo il regno) che militare, comandando le guardie saracene. Fu poi consigliere di Ruggero II.
Nel 1123 divenne il comandante della flotta per combattere gli arabi dell'Ifriqiya che nell'attacco di Mahdiyya di quell'anno. Coadiuvato da Giorgio d'Antiochia, catturò la fortezza di al-Dimas, ma la campagna dovette essere abbandonata con grosse perdite. 
Nei successivi cinque anni, Giorgio (da cui inizialmente era protetto) mise in ombra Cristodulo e divenne amiratus (comandante) di Palermo. Già nel 1124 entrambi gli amiratus furono presenti a Montescaglioso dove il conte di Sicilia si impossessò dell'eredità della defunta sorellastra Emma.
Non si conosce la data della morte ma le sue ultime notizie si hanno intorno al 1130.
Favorì il rito greco e fondò il  monastero di S. Maria del Patire in Calabria, il monastero di S. Maria a Marsala (1098) e una chiesa a Palermo, consacrata ai santi Maria, Matteo, Senatore, Viatore e Cassiodoro.